# 컴뱃 (비디오 게임)
《컴뱃》(Combat)은 아타리 주식회사가 발매한 1977년 슈팅 게임이다. 아타리 2600 플랫폼으로 제작됐다. 2인이 서로 대결하는 다인용 비디오 게임으로 개발됐다.
플레이어는 탱크, 복엽기 및 제트기 중 일택해 2분 16초동안 서로 미사일을 발사한다. 상대방에 명중하면 점수가 적립되며 시간종료 후 더 높은 점수를 기록한 플레이어가 승리한다. 투명차량, 미사일 유탄, 다양한 스테이지 등 변형요소들을 지원한다.
《컴뱃》의 전체적인 구조는 아타리의 1974년 아케이드 게임 《탱크》에 기반했다. 스티브 메이어와 론 밀너가 초기부터 개발을 맡았으며 그 외 3인이 중간에 합류해 개발을 보조했다. 《컴뱃》은 아타리 2600 기기와 동시에 개발됐으며 아타리 2600의 동시출시게임으로서 출시됐다.
출시 당시 《컴뱃》은 다인용 지원기능으로 호평을 받았으며 후향적 평가에서 아타리 2600 최고의 게임으로 선정됐다.

## 출시

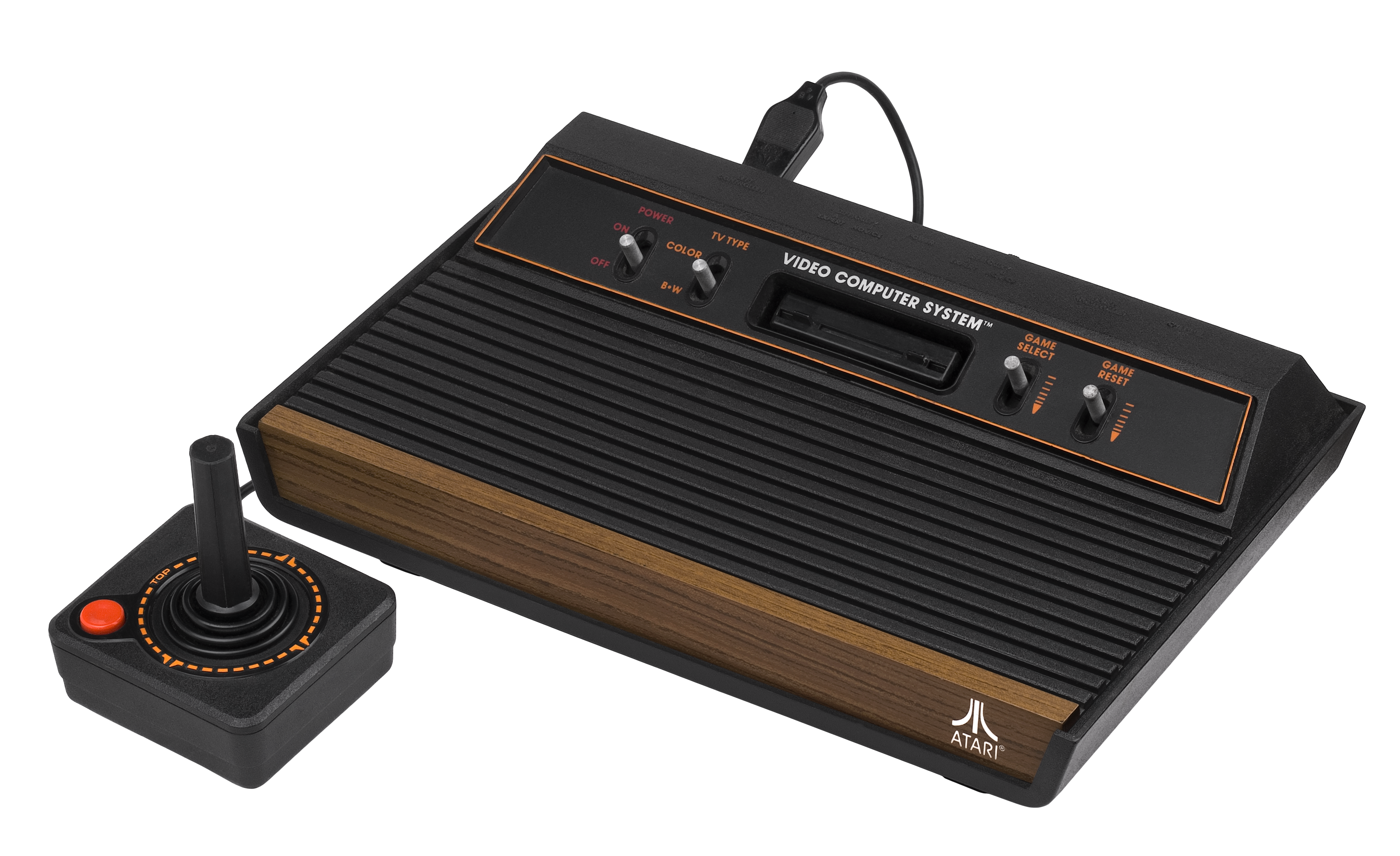
Combat was included with the release of the Atari 2600 (pictured) from 1977 to 1982.

《컴뱃》은 1972년부터 1982년까지 대체로 아타리 2600의 묶음상품으로서 판매됐다.